# 颶風何塞 (2017年)
颶風何塞（英語：Hurricane Jose）是一場強勁且動向飄忽不定的熱帶氣旋，是自2012年飓风纳丁以來持續時間最長的大西洋颶風。何塞是2017年大西洋颶風季第10場獲命名的風暴，第5場颶風和第3場大型颶風。何塞在9月5日發展成熱帶風暴，源自一個差不多在一星期前離開非洲西岸的东风波。隨著何塞達到颶風強度，它在9月6日進入快速增强時期。9月8日，它達到四級颶風上限的最高強度。然而，受风切变影響，何塞在接下來的幾天逐漸減弱，並在伊斯帕尼奧拉島以北完成一個逆時針環路。儘管何塞在9月14日減弱為熱帶風暴，但它在第二天重拾颶風強度並開始轉向北移動。何塞在其餘下的生命史內從未增強至超過一級以上的標準，何塞在9月20日再次減弱為熱帶風暴。兩天後，何塞在新英格蘭近岸向東北方飄移，並轉變成後熱帶氣旋。到了9月26日，何塞的殘留在美國東岸近海消散。
最初預計會影響已受颶風伊爾瑪影響的安的列斯群島，何塞引發居民從受災難性損害的巴布達島以及聖馬丁島上撤離。最後，隨著何塞改變路徑，其內核心以及最強勁的風力都停留在海上。儘管如此，何塞仍然給這些島嶼帶來了熱帶風暴強度的大風。後來，何塞給美國東岸帶來大雨、湧浪和強勁的海浪，造成海灘侵蝕和一些洪災。有一人在阿斯伯里帕克遇到離岸流而死亡。

## 氣象歷史
8月31日，一股向西移動的东风波離開非洲西岸。東風波與其結構混亂的雷暴在9月2日經過佛得角以南。但是，環境條件有利於逐步發展，這促使國家颶風中心開始追蹤該系統。9月4日早上，東風波內的一個表面低氣壓在佛得角群島西南偏南約990公里處形成。系統繼續組織，一個熱帶低氣壓估計在9月5日上午6時形成，6小時後增強至熱帶風暴標準；因此，它被命名為何塞（Jose）。在實際操作中，國家颶風中心直到當天下午15時，在實際形成9小時後才為該熱帶風暴發出公告。
當何塞成為熱帶風暴，它在溫暖的海面溫度，低風切變和豐富的水分的有利環境中逐漸增強。。在副熱帶高壓脊的影響下，風暴向西北偏西移動，並形成眼狀特徵和對稱的徑向對流。9月6日早上，受惠於有利的條件，風暴進入快速增強時期，何塞當天晚上18時達到颶風標準。與此同時，何塞連同颶風伊爾瑪和卡蒂婭，標誌著自2010年以來首次在大西洋同時出現三場颶風。儘管接近位於其西方，規模更大的颶風伊爾瑪的流出，何塞在接下來的兩天繼續迅速增強，最終在9月8日晚上18時於背風群島以東達到最高風速每小時250公里和最低氣壓938毫巴（27.7英寸汞柱）。何塞連同即將以五級颶風標準登陸古巴的伊爾瑪，標誌著首次同時出現兩場最大持續風速達至少每小時240公里的大西洋颶風。

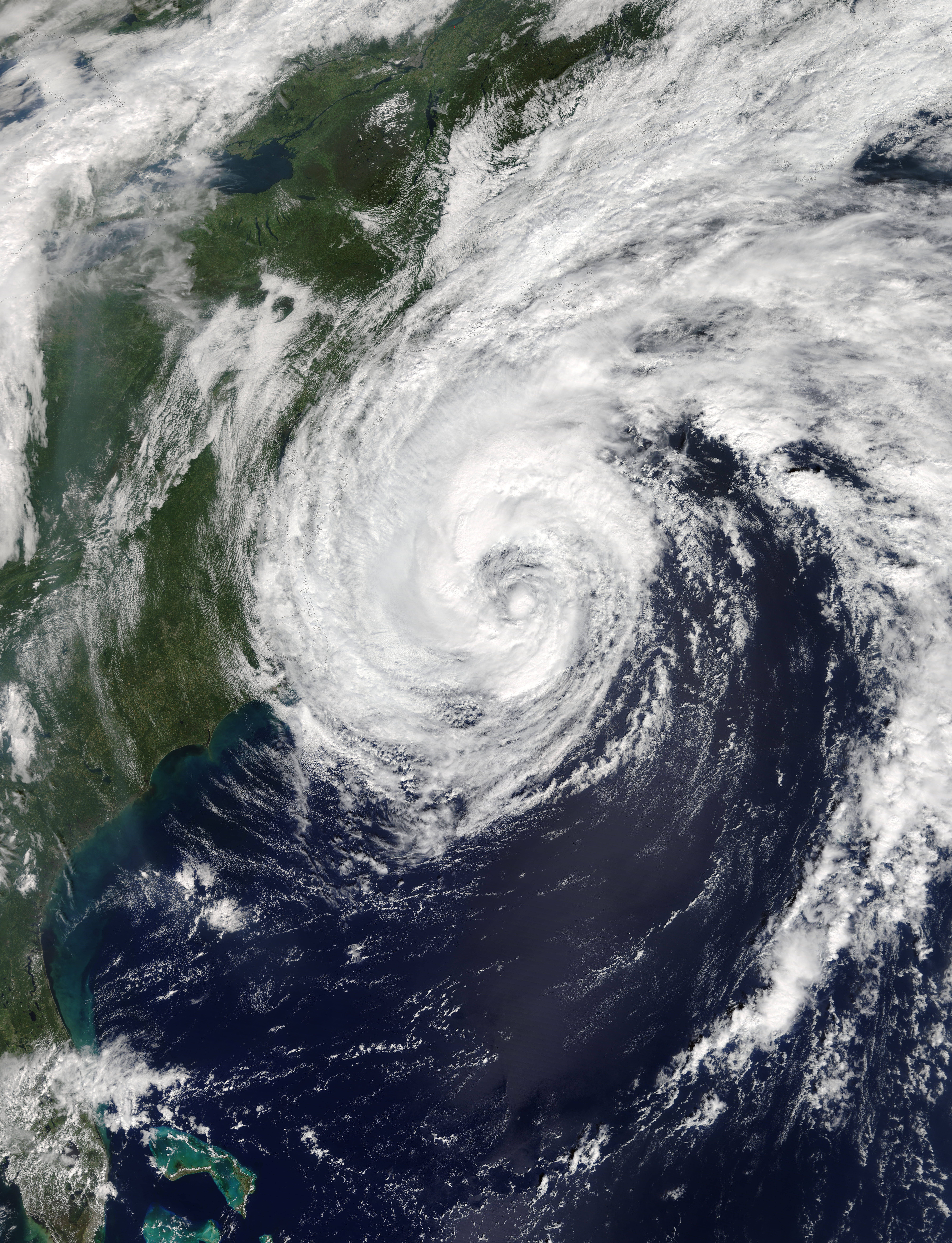
9月19日，位於美國東岸近海的熱帶風暴何塞

隨着其風眼變為雲塞風眼以及風暴開始受風切變影響，何塞緩慢地減弱，在9月10日晩上18時降至低於四級標準。隨着較強的風切變開始侵蝕核心，風暴在第二天上午8時降至低於大型颶風標準，再在9月11日晚上18時降至低於二級標準。隨着風暴進入逆時針環路，根據德沃夏克的估計，其風速低於颶風標準，何塞在9月15日時凌晨0時被降級為熱帶風暴。此時國家颶風中心注意到，北風的風切變把其全部明顯的帶狀保持在東南象限，中心則位於大部分對流的西北方。然而，當風暴在當晚完成逆時針環路時，一架偵察機錄得高於颶風門檻的表面風速。因此，國家颶風中心再次將何塞升級為颶風。圍繞着副熱帶高壓脊西部的邊緣，何塞從9月16日開始向北移動。儘管從衛星圖像上的外觀並不對稱，颶風在9月17日稍微增強，並在中午12時達到風力時速150公里的第二波最高強度。
何塞的風場在其北上期間繼續擴大，中心的北部邊緣發展出大型的對流帶，但同時位於中心的雷暴減少。風暴在9月19日於北卡羅來納州以東再次發展出一片對流區和眼狀特徵。9月20日，颶風獵人的飛機表明何塞減弱為熱帶風暴，當時風暴正轉向東北方。此後，隨著風暴經過墨西哥灣暖流以北，該區的水溫較低，令中心的對流減弱。在對流減少超過12小時，以及風暴已經獲得鋒面系統後，國家颶風中心在9月22日早上將何塞重新指定為後熱帶氣旋。對流帶北部橫過新英格蘭，而中心則在鳕鱼角的東南方飄移。何塞的殘留徘徊了兩天，然後在9月25日消散。

## 防災措施和影響

### 背風群島和巴哈馬

何塞（右）增強並威脅背風群島，是自2010年以來首次有三個活躍的大西洋颶風。颶風伊爾瑪和卡蒂婭在何塞的左方。

颶風何塞在颶風伊爾瑪造成災難性破壞的幾天之內威脅小安的列斯群島，特別是巴布達島，該島的95％受伊爾瑪破壞。安提瓜和巴布达政府在9月8日開始工作，在何塞預計到達之前疏散整個島嶼的人民。巴布達島開設了9個庇護所，合共容納17,000人。圣马丁岛的婦女和兒童嘗試逃離該島，但留下男士。但是，風暴的內核心仍然離小安的列斯群島海岸較遠，令安提瓜和巴布達免受風暴吹襲。整個美屬維爾京群島受潮濕的南風影響導致雷暴活動；聖克羅伊發生水災，造成50萬美元的損失。
巴哈马政府關閉拿騷國際機場，並命令人民從容易受風暴影響的巴哈馬群島撤離。9月18日，何塞在百慕大西北方遠處以一級颶風標準經過時，其外圍環流在該島產生高達每小時74公里的陣風和36毫米的雨水。

### 美國

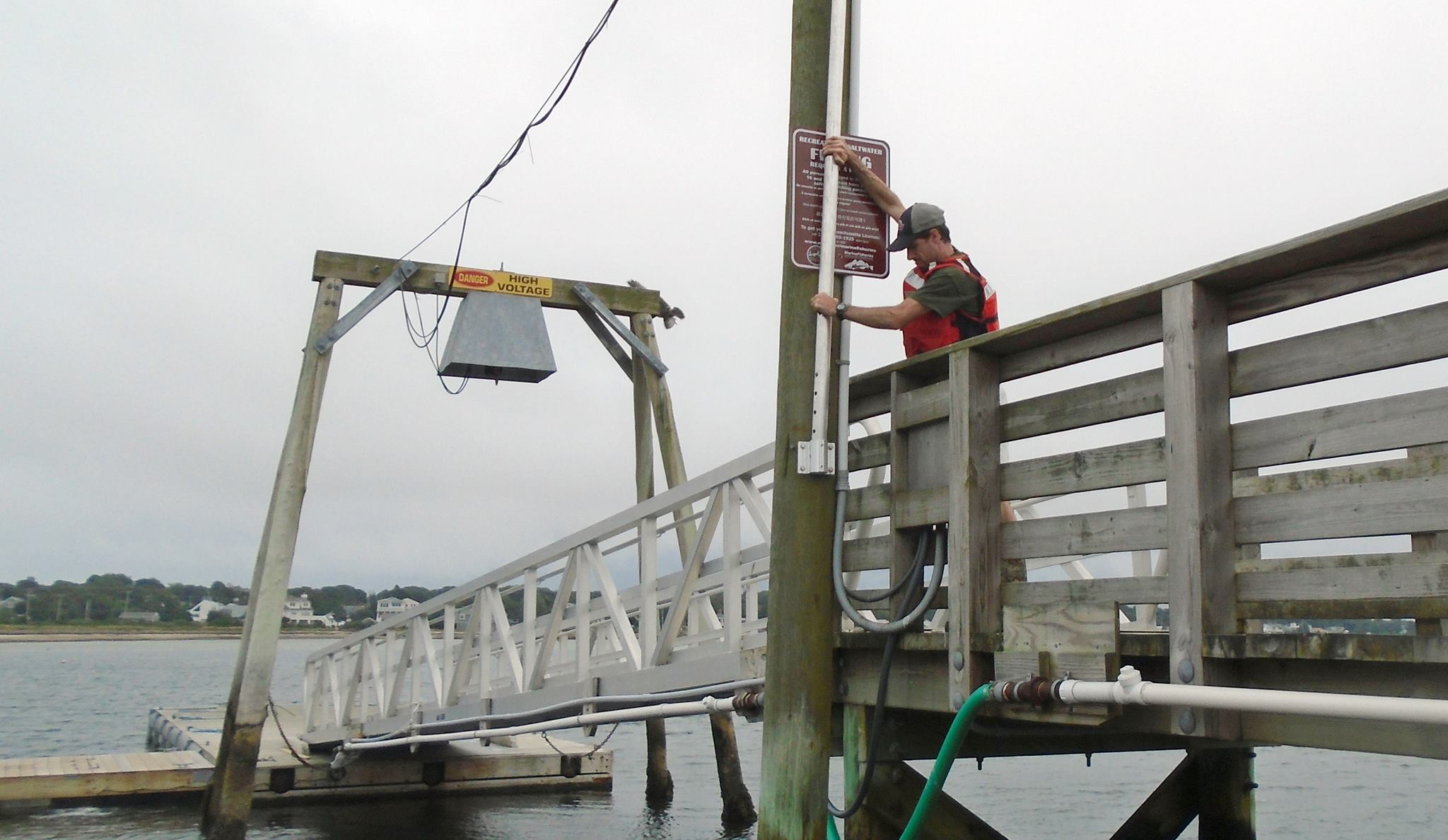
美國地質調查局的專家在康涅狄格州，麻薩諸塞州和羅得島州安裝了17個風暴潮感應器。

在風暴來臨前，美國三個州的地質調查專家安裝了17個風暴潮感應器——康乃狄克州7個、麻薩諸塞州7個、羅德島州3個——沿著可能受到一些大浪和風暴潮衝擊的海岸線，以收集有關風暴影響的資料。國家颶風中心向大西洋海岸線的部分地區發出熱帶風暴警告，包括北卡罗来纳州外灘群島，經過德瑪瓦和澤西海岸。長島和康乃狄克州、羅德島州和麻薩諸塞州的海岸線也收到熱帶風暴警告。麻薩諸塞州南塔克特和部分外灘群島也收到風暴潮警報。
9月19日，何塞的強勁海浪和湧浪令北卡罗来纳州外灘群島的部分地區被淹沒，導致北卡羅來納州12號公路的一部分封閉。9月19日，風暴為马里兰州大洋城帶來強風和大雨，大浪和強勁的水流令大洋城海灣的一個停車場水浸。阿薩提格島國家海岸的沙侵蝕迫使兩個停車場關閉，但其他的影響微不足道。9月19日，何塞的海浪沖破一個沙丘，淹沒一部分位於特拉华州蘇塞克斯縣的1號特拉華州州道，迫使道路封閉，車輛需繞道而行。何塞的大浪在澤西海岸造成海灘侵蝕。在北維爾德伍德，風暴的海浪沖過了海堤，漲潮引發了沿岸的街道水浸。北維爾德伍德的損失估計達200萬美元。何塞帶來的洪災令阿瓦隆和海島市之間的海洋大道關閉。在阿斯伯里帕克，有一人因遇上離岸流而昏迷不醒；第二天，她在醫院死亡。
當風暴在離岸徘徊時，熱帶風暴強度的風力影響麻薩諸塞州沿海部分地區。在南塔克特，陣風達到時速100公里，降雨量達到150毫米。波濤洶湧的大海令往返島上的渡輪服務延遲。相近的風力影響瑪莎葡萄園島。上述風力令樹木和電線倒塌，打亂交通，並令43,000多人無電可用。在普利茅斯，一棵樹壓在一輛汽車上。在諾頓，另一個樹壓在一間房子和附近的棚架。整體損失相對較輕，只有33.7萬美元。

## 外部連結
- 路徑和風速歷史 （页面存档备份，存于）